# 土佐市立高岡第一小学校
土佐市立高岡第一小学校（とさしりつ たかおかだいいちしょうがっこう）は、高知県土佐市にある公立小学校。

## 特徴
校舎の東を鎌田井筋という用水路が流れている。これは1654年（承応3年）、土佐藩の執政・野中兼山の命により着工するも30年に及ぶ難工事となる。仁淀川から分水して灌漑、水運、生活用水、そして人々の憩いの場として使われてきた。また校舎の北～北西には清瀧山がそびえ、中腹には四国八十八箇所35番札所醫王山清瀧寺が建てられている。

## 沿革
- 1872年（明治5年） - 東校（本校）、西校（犬の場）、井関、芝、灘、鳴川の6校建設

暴風雨のため全部倒壊、合併して高岡小学校（3教室150円で建築）となる。
- 1886年（明治19年） - 高岡尋常小学校と改称
- 1895年（明治28年）3月29日 - 中央校舎2教室新築、北校舎新築、8教室446人
- 1899年（明治32年） - 高岡町と改められる。小使室改築、9学級500人
- 1907年（明治40年）
  - 6月24日 - 校章制定
  - 11月8日 - 皇太子台臨、本校にて昼食
- 1909年（明治42年）3月22日 - 義務教育年限延長に伴い4教室（100坪）増築
- 1911年（明治44年）9月9日 - 50坪増築、18学級950人
- 1915年（大正4年）4月 - 体操場200坪拡張
- 1926年（大正15年）3月7日 - 使丁室改築、宿直室併設、19学級
- 1928年（昭和3年）3月 - 南東舎3教室を取り除き、二階建て8教室増築、21学級となる。

川を隔てていた運動場を廃し、新校舎との間に新運動場を建設
- 1930年（昭和5年）10月 - 後援会結成、23学級
- 1937年（昭和12年）4月 - 高岡町ほか4か村学校組合解散に伴い高等科併設、東隣地に仮校舎新設
- 1947年（昭和22年）
  - 4月 - 学制改革に伴い高岡中学校設立、国民学校を高岡町立第一小学校と改称
  - 8月 - 暴風雨並びに南海大地震の被害大きく、大修繕をなす
- 1948年（昭和23年）
  - 4月 - 二号舎4教室を中学校に譲渡、小学校は8教室不足のため、24学級二部授業
  - 10月19日 - PTA結成
  - 11月14日 - 中学校と共有の運動場完成
  - 12月5日- 北舎西に二階建新校舎落成、二部授業解消
- 1949年（昭和24年）7月 - 児童自治組織－少年の町－結成
- 1950年（昭和25年） - 子ども郵便局発足
- 1955年（昭和30年）8月29日 - 校歌選定（作詞・作曲：平井康三郎）
- 1957年（昭和32年）7月 - プール（25メートル、6コース）落成
- 1958年（昭和33年）4月19日 - 学校完全給食開始（A級、対象人員1,200名）
- 1959年（昭和34年）1月1日 - 市制施行により土佐市立高岡第一小学校と改称
- 1969年（昭和44年）5月 - －少年の町－を解散し、児童会組織とする
- 1971年（昭和46年）
  - 4月28日 - 校舎改築落成式
  - 7月30日 - 新校舎に移転
- 1973年（昭和48年）3月21日 - 屋内体育館落成（47年10月～）内部施設は校下有志寄贈
- 1974年（昭和49年）5月8日 - 給食センターによる完全給食開始
- 1979年（昭和54年）3月15日 - 新校舎（東舎）増築、西昇降口拡張、運動場及び便所新築用務員室移転
- 1988年（昭和63年）1月 - 排水施設改修
- 1993年（平成5年）7月～9月 - 校舎大規模改造（校舎外壁窓枠改修）工事施工
- 1994年（平成6年）7月～9月 - 校舎大規模改造（内装、排水工事等・多目的教室に改造）
- 2001年（平成13年）1月31日 - 屋体側面支柱補修工事
- 2003年（平成15年）8月31日 - 南校舎消火設備改修工事
- 2004年（平成16年）9月 - プール改修工事（漏水対応工事）
- 2007年（平成19年）10月 - 体育館・プール改築工事着工
- 2008年（平成20年）6月14日 - 高岡第一小学校屋内運動場落成記念式典
- 2010年（平成22年）12月 - 耐震工事完了

## 通学区域
- 東新町、東新町南、井関、田井、森畠、時戸、芝、南京間、北京間、東川久保、西川久保、天神、東町東一、東町東二、東町中、東町西、中町、南中町、青木町、三協、林口、犬ノ場、藤並町、東高殿、摺木、吹越、西山、三島通、真幸町、相互、光永、天崎、辻、本町、南本町、思地、清滝二、初田、野田一、野田二、八幡、明官寺、五月町[1]

## 進学先中学校
- 土佐市立高岡中学校

## 周辺
- 土佐市立高岡第二小学校
- 高知自動車道
- 国道56号
- 土佐市立愛聖保育園
- 天理あかつき保育園

## 出身者
- 原知佐子（女優）